# Konzentrationslager Lichtenburg
Konzentrationslager für männliche Schutzhäftlinge Lichtenburg, Frauen-Konzentrationslager Lichtenburg – niemiecki obóz koncentracyjny istniejący w latach 1933–1939, na zamku Lichtenburg w mieście Prettin, w Saksonii-Anhalt, w Niemczech, w którym uwięzionych było w sumie 10 tysięcy osób. W latach 1940–1945, SS zajęła zamek na część Inspektoratu ds. Obozów Koncentracyjnych.

## Historia obozu
Szesnastowieczny Zamek Lichtenburg służył w latach 1812–1928 jako więzienie. W dniu 13 czerwca 1933 stał się „obozem koncentracyjnym dla więźniów przejściowo zatrzymanych”. W pierwszych tygodniach obóz należał do policji, jednak już w połowie sierpnia władze przejęło SS. W dniu 1 czerwca 1934 obóz stał się podobozem KL Dachau. Po stworzeniu obozów Sachsenhausen i Buchenwald, w sierpniu 1937 roku obóz na zamku został zamknięty.
Jednak już w grudniu 1937 roku otwarto w tym samym miejscu obóz dla kobiet (niem. Frauen-Konzentrazionslager). Pierwszym komendantem do 1 grudnia 1938 był Günther Tamaschke. Pierwszych dwieście więźniarek przywieziono w połowie grudnia z KL Moringen. Obóz kobiecy istniał krótko, do maja 1939 roku. W latach 1940–1945, SS zajęła zamek i zainstalowała tam m.in. część Inspektoratu ds. Obozów Koncentracyjnych.

## Więźniowie i ofiary
Większość więźniów pierwszego okresu stanowiła opozycja polityczna, przede wszystkim komuniści. W 1934 roku zostali tu umieszczeni również niemieccy homoseksualiści, a od 1935 roku Żydzi, Sinti i Romowie oraz świadkowie Jehowy.
W drugim, kobiecym okresie, do obozu trafiło 1415 kobiet. W większości należały one do opozycji politycznej, lecz znajdowały się wśród nich również świadkowie Jehowy, Żydówki, prostytutki, kryminalistki lub inne kobiety traktowane jako „aspołeczne”.
Zarówno więźniowie wcześniej, jak i więźniarki później, byli zmuszani do pracy niewolniczej i poddani ostremu rygorowi obozowemu. Niedożywienie i choroby powodowały śmierć wielu z nich.

## Dzieje powojenne
W drugiej połowie lat 90. XX wieku, władze landu Saksonia-Anhalt planowały sprzedaż zamku. Po masowych protestach wycofały się z tego projektu w 2004 roku. Od tego czasu powstało miejsce pamięci i muzeum.